# Ogmocoma pharmacista
Ogmocoma pharmacista är en fjärilsart som beskrevs av Edward Meyrick 1924. Ogmocoma pharmacista ingår i släktet Ogmocoma och familjen äkta malar. Inga underarter finns listade i Catalogue of Life.